# Diang
Diang est une commune du Cameroun située dans la région de l'Est et le département du Lom-et-Djérem.

## Population
Lors du recensement de 2005, la commune comptait 15 795 habitants, dont 2 984 pour Diang proprement dit.

## Structure administrative de la commune

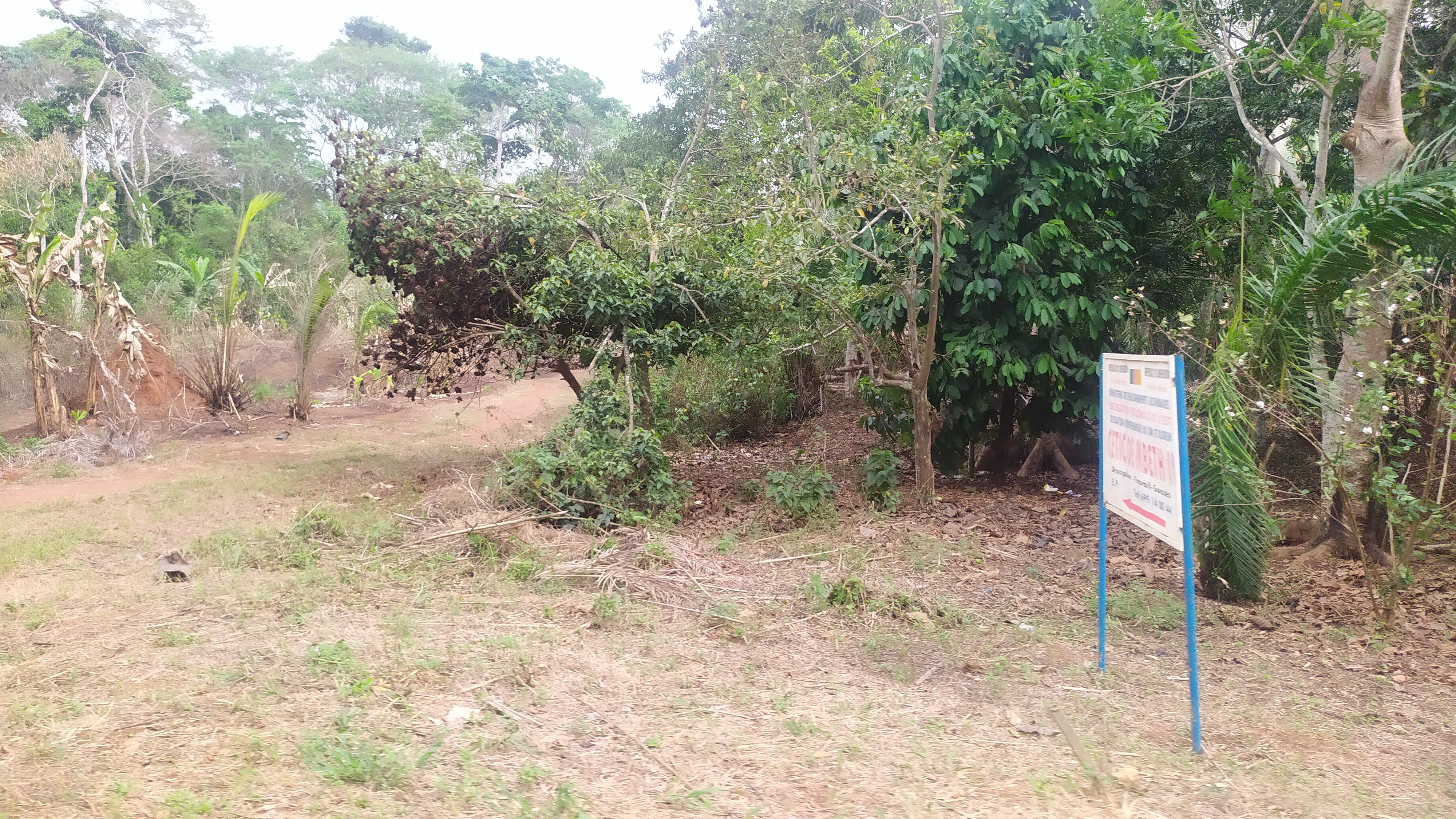
Entrée du CETIC de Mbeth II.

Outre Diang proprement dit, la commune comprend les localités suivantes :
- Aboumadjali
- Andom
- Bouam
- Dimako
- Gouekong I
- Gouekong II
- Kanda
- Kombé
- Massok
- Mbang II
- Mbélé Panga
- Mbeth II
- Minkolong
- Moundi
- Ndemba II
- Ndongo
- Ndoumbi I
- Ndoumbi II
- Nguinda
- Nika
- Yanda I
- Yanda II
- Yanda III
- Zocklingang